# José Manteca Oria
José Manteca Oria (Vega de Pas, 1844 - Madrid, 1901) fue un juez y político español. Se licenció en Derecho en la Universidad de Valencia y durante un tiempo fue juez en Mahón y representante de la Sociedad Arrendataria del Timbre en la región de Murcia. Poco después conoció a su futuro suegro, Gil Roger Duval, y gracias a su amistad fue nombrado juez del distrito de Chelva. En 1882 fue abogado fiscal de la Audiencia de Alicante, cargo que abandonó en 1886 para dedicarse a la política. Inicialmente se vinculó políticamente a los círculos republicanos de Manuel Ruiz Zorrilla, con quien se reunió alguna vez en París, pero después se adscribió al grupo de Cristino Martos Balbi y finalmente se hizo miembro del Partido Liberal, con el que fue elegido diputado al Congreso por el distrito electoral de Chelva en las elecciones generales de 1886, 1893, 1896, 1898, 1899 y 1901. Formó parte de la facción de Trinitario Ruiz Capdepón y fue padre de José Manteca Roger.